# Transcendental Youth
Transcendental Youth — четырнадцатый студийный альбом американской инди-рок группы The Mountain Goats из Клермонта (Калифорния). Он был выпущен 2 октября 2012 года на лейбле Merge Records. В центре внимания альбома — изгои, затворники, душевнобольные и другие люди, испытывающие трудности в обычном обществе. Альбом объединен вокруг группы людей, живущих в штате Вашингтон. Подтверждено, что по крайней мере один персонаж повторяется из All Hail West Texas, более раннего альбома.

## История
Несколько песен были исполнены на концерте с квартетом а капелла Anonymous 4 и сопровождались аранжировками давнего друга Оуэна Паллетта. Однако, Anonymous 4 и Оуэн Паллетт не появились на официальном студийном альбоме. Это первый альбом Mountain Goats, в котором заметно выделяется рожковая секция, созданная и аранжированная музыкантом Мэтью Э. Уайтом, который открывал группу во время тура 2012 года.

## Отзывы
| Совокупная оценка          | Совокупная оценка |
| Источник                   | Оценка            |
| -------------------------- | ----------------- |
| AnyDecentMusic?            | 7.5/10            |
| Metacritic                 | 81/100            |
| Оценки критиков            |                   |
| Источник                   | Оценка            |
| AllMusic                   | [ 7 ]             |
| Alternative Press          | [ 8 ]             |
| American Songwriter        | [ 9 ]             |
| The A.V. Club              | B+                |
| MSN Music (Expert Witness) | A                 |
| NME                        | 7/10              |
| Pitchfork                  | 7.8/10            |
| Rolling Stone              | [ 14 ]            |
| Spin                       | 8/10              |
| Uncut                      | 8/10              |

Transcendental Youth получил положительные отзывы от музыкальных критиков. Критик AllMusic Фред Томас оценил альбом на 4 из 5 и отметил что «Transcendental Youth — 14-й полноценный альбом Mountain Goats, и это мрачная поездка, в которой автор песен Джон Дарниэль возвращается к депрессивным исследованиям характера и, возможно, автобиографическим мрачным историям, которые стали частью его самых ярких работ. Transcendental Youth отличает как мрачная атмосфера, которую Дарниэль плетёт из своих текстов, так и противоречивый расширенный инструментарий, который наполняет его регулярно скелетные номера с акустической гитарой. Его уникальный литературный взгляд на банальное и ужасное сочетается с самыми интересными и проработанными аранжировками на всех альбомах Mountain Goats, и в результате получается одна из самых сильных и убедительных работ и без того блестящей серии».

## Список композиций
Впервые о трек-листе сообщил Джон Дарниэль 9 июля 2012 года.
| №   | Название                         | Длительность |
| --- | -------------------------------- | ------------ |
| 1.  | «Amy AKA Spent Gladiator 1»      | 2:27         |
| 2.  | «Lakeside View Apartments Suite» | 3:58         |
| 3.  | «Cry for Judas»                  | 3:13         |
| 4.  | «Harlem Roulette»                | 3:23         |
| 5.  | «White Cedar»                    | 3:05         |
| 6.  | «Until I Am Whole»               | 2:49         |
| 7.  | «Night Light»                    | 3:59         |
| 8.  | «The Diaz Brothers»              | 2:46         |
| 9.  | «Counterfeit Florida Plates»     | 2:23         |
| 10. | «In Memory of Satan»             | 4:01         |
| 11. | «Spent Gladiator 2»              | 2:52         |
| 12. | «Transcendental Youth»           | 4:10         |

| №   | Название                                           | Длительность |
| --- | -------------------------------------------------- | ------------ |
| 13. | «Steal Smoked Fish Alternate Take (piano version)» | 3:44         |
| 14. | «Tomorrow (from the musical "Annie")»              | 3:33         |

| №  | Название                             | Длительность |
| -- | ------------------------------------ | ------------ |
| 1. | «Steal Smoked Fish (guitar version)» | 3:14         |
| 2. | «In the Shadow of the Western Hills» | 2:35         |